# Ionian King
Le Ionian King est un ferry ayant appartenu à la compagnie grecque Agoudimos Lines. Construit en 1991 aux chantiers IHI de Tokyo pour la compagnie japonaise Shin Nihonkai Ferry, il assurait à l'origine les liaisons entre les îles d'Honshū et d'Hokkaidō sous le nom de Ferry Lavender (フェリーらべんだあ, Ferī Rabendā). Vendu en 2004 à la compagnie grecque Endeavor Lines, il est rebaptisé Ionian King et affecté aux lignes d'Agoudimos Lines entre la Grèce et l'Italie jusqu'en 2011, date à laquelle il est cédé à la société japonaise Ten Bosch Cruise qui l'affecte à compter de février 2012 entre le Japon et la Chine sous le nom d‘Ocean Rose avant que son exploitation ne soit interrompue en octobre en raison d'un refroidissement diplomatique entre les deux pays. Affrété par la compagnie singapourienne Grand Cruises qui le fait naviguer entre Singapour et la Malaisie jusqu'en 2014, il est ensuite désarmé pendant presque trois ans avant d'être finalement démoli en 2017.

## Histoire

### Origines et construction
À la fin des années 1980, la compagnie Shin Nihonkai Ferry remplace peu à peu ses ancien navires en service entre Honshū et Hokkaidō par des unités neuves. En 1988 est mis en service le New Akashia entre Maizuru et Otaru, ligne qu'il dessert alors en tandem avec le Ferry Lilac. Mais la croissance économique que connaît le Japon à cette époque amène rapidement à la saturation de la ligne au début des années 1990. Afin d'augmenter les fréquences et faire face à la demande, Shin Nihonkai Ferry décide de la construction d'un sister-ship du New Akashia.
Baptisé Ferry Lavender, le navire est construit par les chantiers IHI, mais à l'inverse de son jumeau, sa réalisation est confiée au site de Tokyo. Lancé le 1er mars 1991, il est livré à Shin Nihonkai le 21 septembre suivant.

### Service

#### Shin Nihonkai Ferry (1988-2004)
Le Ferry Lavender est mis en service le 30 septembre 1991 entre Maizuru et Otaru. Il vient alors compléter le duo Ferry Lilac/New Akashia.
En 1997, le navire est repeint aux nouvelles couleurs de Shin Nihonkai avec l'inscription du logo en bleu sur sa coque en remplacement de la traditionnelle bande verte.
En juin 2004, le Ferry Lavender est remplacé sur sa ligne par le nouvel Akashia. Le navire est donc vendu en décembre à la société Aria Enterprise, filiale de la compagnie grecque Endeavor Lines.

#### Endeavor Lines/Agoudimos Lines (2004-2011)
Rebaptisé Ionian King le navire quitte le Japon le 20 décembre pour rejoindre la Grèce. Arrivé à Perama le 12 janvier 2005, il subit quelques transformations puis entame son service entre la Grèce et l'Italie le 22 septembre sous les couleurs de la compagnie Agoudimos Lines.
Le 13 mars 2010, le Ionian King est victime d'une collision au niveau de son bulbe d'étrave, ce qui nécessite son arrêt jusqu'au 15 juin. Les réparations sont effectuées au chantier de Perama.
En février 2011, le navire est affrété pour évacuer la population libyenne en raison de la guerre civile. Il réalise à cet effet deux voyages entre Benghazi, Misrata, Souda, Le Pirée et La Valette du 24 février au 31 mars. Il est ensuite désarmé à Perama.
Au mois de juin, il est cédé à la société HTB Cruise, filiale du groupe immobilier japonais HIS. Il reste cependant exploité par Agoudimos entre la Grèce et l'Italie pendant l'été 2011.

#### HTB Cruise (2012-2014)
Après quelques travaux aux chantiers de Perama, le navire quitte la Grèce le 23 septembre 2011 sous le nom de Victory Step à destination du pays qui l'a vu naître. Arrivé à Sasebo en octobre, il est renommé Ocean Rose.
Le navire est mis en service le 29 février 2012 sur une ligne entre Nagasaki et Shanghai exploitée par le groupe HIS, propriétaire du parc à thème Huis Ten Bosch. Cette ligne est cependant interrompue le 13 octobre en raison de la recrudescence du conflit territorial des îles Senkaku, provoquant un boycott des produits japonais de la part des chinois.
Sans affectation, l‘Ocean Rose est désarmé à Busan en Corée du Sud. En février 2013, il rejoint le chantier de Guangzhou, en Chine, afin de bénéficier de travaux de rénovations. Il est ensuite affrété en avril par la société singapourienne Somerset Asia qui le sous-loue à sa filiale Grand Cruises. Le navire est ainsi exploité entre Singapour et la Malaisie sous le nom d‘Ocean Grand. Retiré du service en juillet 2014, il est désarmé à Batan aux Philippines. Laissé à l'abandon, il sera finalement démantelé en mai 2017.

## Aménagements
Le Ionian King possédait 8 ponts. Si le navire s'étendait en réalité sur 10 ponts, deux d'entre eux étaient inexistants au niveau des garages afin de permettre au navire de transporter du fret. À l'époque japonaise du navire, la numérotation des ponts débutait à partir du pont garage inférieur (correspondant au pont 1). Les locaux passagers occupaient les ponts 3, 4 et 5 tandis que l'arrière du pont 3 est consacré à l'équipage. Les ponts 1, et 2 et 3 abritent quant à eux les garages. À présent, la numérotation commerciale concorde avec le nombre total d'étages, incluant même les deux ponts inexistants au niveau des garages.

### Locaux communs
Du temps du Ferry Lavender, se situent pour la plupart à l'arrière du pont 4. Les passagers ont à leur disposition un restaurant, un grill, un café, deux salons ainsi qu'un espace extérieur avec piscine. En plus de ces principaux aménagements, le navire proposait également sur le pont 5 une salle de télécinéma, sur le pont 4 deux bains publics (appelés sentō), l'un pour les hommes, l'autre pour les femmes une boutique, une salle de jeux vidéos ainsi qu'une salle de sport.
Sous les couleurs de Agoudimos Lines, la disposition des installations a été conservée mais leurs fonctions modifiées.

### Cabines
À bord du Ferry Lavender, les cabines étaient réparties deux catégories selon le niveau de confort. Ainsi, le navire était équipé en 1re classe de quatre cabines doubles, 31 cabines à quatre et deux cabines doubles de style japonais, ainsi que de douze dortoirs de style occidental et huit de style japonais en 2de classe.
Malgré sa vente en Grèce, le type et la répartition des cabines n'ont pas été modifiés

## Caractéristiques
Le Ionian King mesurait 192,90 mètres de long pour 29,40 mètres de large, son tonnage était à l'origine de 19 904 UMS (ce qui n'est pas exact, le tonnage des car-ferries japonais étant défini sur des critères différents) puis sera porté en 2004 à 30 413 UMS. Il pouvait embarquer 800 passagers, 80 véhicules et 186 remorques dans son garage accessible par deux portes rampe arrières, l'une axiale, l'autre située à tribord ainsi qu'une porte rampe avant. L'accès à son garage se fera ensuite au moyen de deux portes rampes axiales arrière. La propulsion du Ionian King était assurée par deux moteurs diesel Pielstick 8PC40L développant une puissance de 19 417 kW entrainant deux hélices à pas variables faisant filer le bâtiment à une vitesse de 21,5 nœuds. Il était en outre doté d'un propulseur d'étrave, un propulseur arrière ainsi qu'un stabilisateur anti-roulis. Les dispositifs de sécurité étaient à l'époque essentiellement composés de radeaux de sauvetage mais aussi d'une embarcation semi-rigide de secours. À partir de 2004, le navire était équipé de quatre embarcations de sauvetage fermées de grande taille

## Lignes desservies
Pour Shin Nihonkai Ferry, de 1991 à 2004, le Ferry Lavender était affecté principalement entre les îles d'Honshū et d'Hokkaidō sur la ligne Maizuru - Otaru.
À partir de septembre 2005, le navire est affecté en mer Adriatique sous les couleurs de la compagnie Agoudimos Lines entre la Grèce et l'Italie sur la ligne Patras - Igoumenitsa - Bari puis en 2011 sur Igoumenitsa - Corfou - Brindisi.
Entre février et octobre 2012, le navire a navigué entre le Japon et la Chine sur la ligne Nagasaki - Shanghai sous les couleurs de l'armateur HTB Cruise.
Il a terminé sa carrière en naviguant entre Singapour et la Malaisie sous affrètement par la société Grand Cruises de 2013 à 2014.